# Sergio Basañez
Sergio Basañez (Poza Rica, 4 de maio de 1970) é um ator mexicano.

## Biografia
Estreou na televisão em 1989, na novela Simplemente María. Em 1993 interpretou um dos antagonistas da novela Sueño de amor. Posteriormente participou das novelas Marisol, María Isabel e La mentira.
Em 1999 se muda para a TV Azteca e protagoniza a novela Catalina y Sebastián, onde fez par com Silvia Navarro. Voltou a fazer par romântico com a atriz nas novelas La calle de las novias, Cuando seas mía e La heredera.
Também protagonizou as novelas Un nuevo amor e a versão mexicana da novela Amor en custodia.

## Carreira

### Telenovelas
- El amor invencible (2023) ... Orlando Lombardi
- La herencia (2022) ... Dante Alamillo
- La desalmada (2021) ... Germán Gallardo Urdina
- ¿Qué le pasa a mi familia? (2021) ... Porfirio Reiner Springer
- Por amar sin ley (2018-2019) ... Gustavo Soto
- El Chema (2016-2017) .... Tobías Clark
- Tanto amor (2015) .... Rodaciano
- Secretos de familia (2013) .... Maximiliano "Max" Miranda
- Los Rey (2012-2013) .... Ronco Abadí
- A corazón abierto  (2011-2012).....Andrés Guerra
- Secretos del alma (2008-2009).... Leonardo Santiesteban
- Amor en custodia  (2005-2006).... Juan Manuel Aguirre
- La heredera (2004-2005).... Antonio
- Mirada de mujer: El regreso (2003).... Leonardo
- Un nuevo amor (2003) .... Santiago Mendoza
- Cuando seas mía (2001–2002) .... Diego Sánchez Serrano
- La calle de las novias (2000) .... Enrique
- Catalina y Sebastián (1999) .... Sebastián
- La mentira (1998).... Juan Fernández-Negrete
- María Isabel (1997-1998).... Gabriel Marques
- Marisol (1996) .... Mario Suárez
- Morelia (1995-1996) .... Luis Campos Miranda
- Sueño de amor (1993) .... Mauricio
- Amor de nadie (1990-1991) .... Mario
- Simplemente María (1989) .... Jeane Claude Carre

### Séries
- Mujer, casos de la vida real
- Lo que callamos las mujeres
- Cuentos desde la cripta

### Cinema
- Mar de fondo (2012)

## Prêmios e Indicações

### Prêmio TVyNovelas
| Ano  | Categoria              | Telenovela | Resultado |
| ---- | ---------------------- | ---------- | --------- |
| 1999 | Melhor ator de reparto | La mentira | Nomeado   |